# Crossomitrium tenellum
Crossomitrium tenellum är en bladmossart som beskrevs av C. Müller 1897. Crossomitrium tenellum ingår i släktet Crossomitrium och familjen Daltoniaceae. Inga underarter finns listade i Catalogue of Life.